# Ávaros do Cáucaso
Os ávaros (também chamados abares ou ábares) são um grupo étnico que habita o Cáucaso, especialmente o Daguestão, onde constituem o grupo étnico predominante. Falam ávaro, um idioma caucasiano pertencente à família das línguas caucasianas do noroeste (anteriormente também referidas como nakh-daguestânicas).
Os ávaros povoaram a maior parte do Daguestão e boa parte das planícies vizinhas (Buinakski, Khasav'iurtovski e outras regiões). Também habitam a Chechênia, Calmúquia e outras áreas da Rússia, bem como do Azerbaijão (principalmente os raions de Balakan e Zaqatala), onde vivem 42 100 ávaros (1999) e da Geórgia (os ávaros do Kvareli, onde vivem 2 500).[carece de fontes?]
Em 2002 os ávaros, que assimilaram diversos povos vizinhos que falavam idiomas semelhantes, totalizavam cerca de 1,04 milhão, dos quais 814 500 vivem na Rússia e mais de 750 000 no Daguestão. 32% deles vivem em cidades (dados de 2002).